# 미카와만
미카와만(일본어: 三河湾 미카와완[*])은 일본 아이치현 남쪽의 만으로 서쪽으로 지타반도, 동쪽과 남쪽으로 아쓰미반도에 둘러싸여 있다. 지역의 면적은 약 604km2이다. 수심은 전체적으로 얕으며, 미카와항, 고모로우라항 등이 발달해 있다.
| 지타반도 아쓰미반도 ↖이세만 미카와만 이라고 수도 이라고곶 태평양 오카자키평야 |